# 松永昌三
松永 昌三（まつなが しょうぞう、1932年8月29日- ）は、日本の歴史学者。専門は日本近代思想史。茨城大学名誉教授・岡山大学名誉教授。

## 経歴
1932年、三重県津市に大吞稔一・大呑イネ子の三男として生まれる。1951年3月、山口県立山口高等学校を卒業。同年4月に山口大学文理学部文学科に入学するも、9月に中退し、翌1952年4月に東京教育大学文学部史学科日本史専攻に入学する。1956年3月、同大学を卒業。
卒業後は、1956年より山口市立鴻南中学校教諭、宮野中学校教諭、宇部市立神原中学校教諭として勤務。1960年3月に神原中学校教諭を退職し、4月より母校の東京教育大学大学院文学研究科日本史学専攻修士課程に入学し、和歌森太郎、桜井徳太郎、家永三郎らに師事した。1961年4月、松永暁子と結婚し、松永フサコと養子縁組。1962年3月、東京教育大学大学院文学研究科日本史学専攻修士課程を修了し、4月より日本史学専攻博士課程入学。1965年3月、同大学院博士課程を修了。
1976年1月より都留市立都留文科大学教授となる。同年4月より茨城大学教養部教授。また、同じく同年4月に東京教育大学に博士論文を提出して文学博士を取得。1982年4月、インドネシア大学文学部の客員教授。
1990年より岡山大学文学部教授となる。1992年5月、茨城大学名誉教授。1994年7月、カイロ大学文芸部客員教授。1996年4月より岡山大学文学部学部長。1997年3月に岡山大学を定年退職し、名誉教授となった。以降は、1997年4月より日本女子大学文学部教授として教鞭をとる。2001年3月に同大学を退職。2001年4月～10月、再びカイロ大学文学部客員教授を務めた。

## 研究内容・業績
- 中江兆民を中心に自由民権運動を研究し、全国に散逸していた兆民に関する資料の収集と整理に尽力した。兆民の思想を本格的に分析した草分け的研究者として知られる[2]。
- 中江兆民の自筆草稿をはじめとする自由民権運動に関する資料や蔵書を高知市立自由民権記念館に寄贈した(松永昌三文庫)[3]。

## 主な編著書

### 単著
- 『中江兆民』柏書房、1967年
- 『明治のバックボーン』角川新書、1967年
- 『中江兆民の思想』青木書店、1970年
- 『自由・平等をめざして中江兆民と植木枝盛』清水書院、1984年
  - 改版『日本民主主義の原型　中江兆民と植木枝盛』清水書院、2022年
- 『中江兆民評伝』岩波書店、1993年
  - 新版『中江兆民評伝』岩波現代文庫（上・下）、2015年
- 『福沢諭吉と中江兆民』中公新書、2001年
- 『自由・民権・平和　日本近代史研究と私』慶應義塾大学出版会、2014年

### 編著
- 『中江兆民集　近代日本思想大系3』（筑摩書房、1974年）
- 『近代日本の民衆運動と思想』（松永昌三、金原左門、鹿野政直共編　有斐閣、1977年）
- 『中江兆民全集』（全18巻　松永昌三、松本三之介、松沢弘陽、溝口雄三、井田進也共編　岩波書店、1983～86年）
- 『植木枝盛集』（全10巻　松永昌三、家永三郎、外崎光広、川崎勝共編　岩波書店、1989～90年）
- 『中江兆民評論集』（岩波文庫、1993年）
- 『家永三郎集』（全16巻　松永昌三、松本三之介、鹿野政直、岩本努共編　岩波書店、1997～99年）
- 『新編　明治前期の憲法構想』（松永昌三、家永三郎、江村栄一共編　福村出版、2005年）
- 『近代日本文化の再発見』（岩田書院、2006年）
- 『山口県史　史料編　現代１、現代２』（山口県、1998～2000年）
- 『情報文化　郷土史大系（７）ー地域の視点からみるテーマ別日本史ー』（松永 昌三、田村 貞雄、栗田 尚弥、浦井 祥子共編　朝倉書店、2020年）ISBN-13  978-4254535778
- 『領域の歴史と国際関係（上・下）　郷土史大系（１・２）ー地域の視点からみるテーマ別日本史ー』（松永 昌三、吉原 健一郎、田村 貞雄、栗田 尚弥共編　朝倉書店、2021年）ISBN-13 978-4254535716